# Innocence sans protection
Pour plus de détails, voir Fiche technique et Distribution.
Innocence sans protection (Nevinost bez zastite) est un film yougoslave réalisé par Dušan Makavejev, sorti en 1968.

## Fiche technique
- Titre : Innocence sans protection
- Titre original : Nevinost bez zastite
- Réalisation : Dušan Makavejev
- Scénario : Dušan Makavejev et Branko Vucicevic
- Pays d'origine : Yougoslavie
- Format : Noir et blanc - 1,66:1 - Mono - 35 mm
- Genre : Documentaire
- Durée : 75 minutes
- Date de sortie : 1968

## Distribution
- Dragoljub Aleksic : lui-même
- Bratoljub Gligorijevic : lui-même
- Vera Jovanovic : elle-même
- Ana Milosavljevic : elle-même
- Pera Milosavljevic : lui-même
- Ivan Zivkovic : lui-même